# 青春 (内田喜郎の曲)
「青春」は、1971年10月に日本ビクターから発売された内田喜郎のセカンドシングルである。

## 概要
2022年3月時点、未CD化。

## 収録曲
1. 青春 [3:16]
作詞:阿久悠/作曲：川口真/
2. 君の心にまっすぐに